# Barclaya
Barclaya és un gènere de plantes amb flors que conté 3 o 4 espècies, normalment s'inclouen dins la família Nymphaeaceae però de vegades es fa dins la seva pròpia família Barclayaceae sobre la base del tub del periant que sorgeix de la part de dalt de l'ovari i pels estams que estan units basalment. Els membres de Barclaya són plantes aquàtiques i plantes nadiues de l'Àsia tropical. Aquest gènere rep el cognom del patrocinador de la ciència Robert Barclay.

## Sinònim
Hydrostemma és un nom publicat 6 mesos abans que el de Barclaya, tanmateix es conserva el nom de Barclaya i Hydrostemma és, per tant, un sinònim de Barclaya.

## Taxonomia
Els estudis morfològics i genètics recents mostren que Barclaya hauria de considerar-se dins la família Nymphaeaceae.
- Barclaya longifolia Wall.
- Barclaya kunstleri (King) Ridl.
- Barclaya motleyi Hook.f.
- Barclaya rotundifolia Hotta